# Porta (calcio)

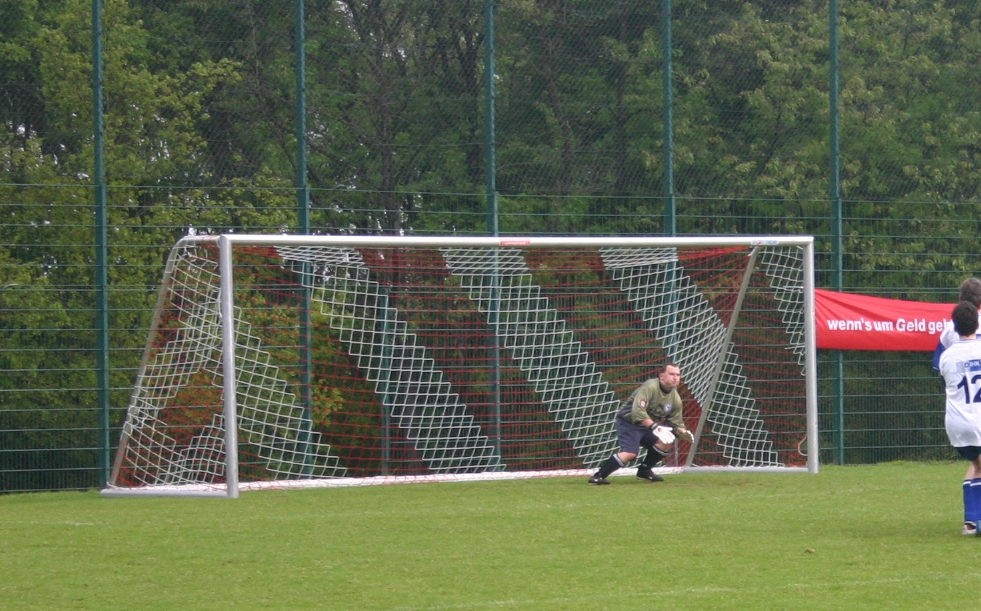
Una porta da calcio con misure regolamentari: il giocatore all'interno è il portiere

La porta è un elemento del campo da calcio, delimitante il limite del rettangolo stesso.

## Misure regolamentari
Assieme al pallone, rappresenta un elemento fondamentale del gioco: la sfera deve infatti essere inviata all'interno della porta per realizzare un gol.
Obbligatoriamente di forma rettangolare, le porte sono composte da due pali alti 2,44 metri ciascuno (corrispondenti ad 8 piedi nel sistema imperiale britannico); in cima, essi sono congiunti in senso orizzontale da una traversa lunga 7,32 metri (corrispondenti ad 8 iarde nel sistema imperiale britannico).
Tanto i pali quanto la traversa devono essere di colore bianco ed avere la stessa larghezza, purché non superiore ai 12 centimetri.
Entrambi i sostegni verticali della porta sono equidistanti dalle bandierine d'angolo, punto dal quale viene eseguito il calcio d'angolo. Al suo interno, la porta può essere rivestita da una rete che trattiene il pallone e rende evidente la marcatura di un gol.
La difesa della porta è demandata ad un singolo calciatore, chiamato portiere.

## Tecnologia di porta
A partire dal III millennio, per contrastare i casi di gol fantasma (ovvero situazioni in cui non è possibile determinare — con assoluta certezza — l'effettivo superamento della linea di porta da parte della sfera), la FIFA ha fatto ricorso ai cosiddetti giudici di porta (assistenti dell'arbitro cui spetta l'incarico di vigilare l'area di rigore) ed alla tecnologia.
Sempre per agevolare il compito dei direttori di gara, è stata introdotta la VAR.